# L'église de Ruby Road
L'église de Ruby Road (The Church on Ruby Road) est un épisode spécial Noël de la série télévisée britannique Doctor Who diffusé à l'occasion des fêtes de Noël le 25 décembre 2023 sur BBC One et Disney+.
Cet épisode spécial marque le retour des épisodes diffusés le jour de Noël après 6 ans, car le dernier en date était Il était deux fois en 2017.
Cet épisode spécial marque également le début de la nouvelle ère de Doctor Who avec l'arrivée officiel du Whoniverse sachant que les trois spéciaux du 60ᵉ Anniversaire étaient une période de transition entre la deuxième série et la nouvelle ère qui commence.

## Distribution
- Ncuti Gatwa (VFB : Maxime Van Santfoort) : Quinzième Docteur
- Millie Gibson (VFB : Marie Braam) : Ruby Sunday
- Davina McCall (VFB : Léone François) : Elle-même
- Michelle Greenidge (VFB : Bernadette Mouzon) : Carla Sunday, mère adoptive de Ruby
- Angela Wynter (VFB : Francine Laffineuse) : Cherry Sunday, grand-mère adoptive de Ruby
- Anita Dobson (VFB : Myriam Thyrion) : Mrs. Flood
- Mary Malone (VFB : Manu Hennebert) : Trudy
- Susan Twist (VFB : Rosalia Cuevas) : Femme en soirée
- Hemi Yeroham (VFB : Cédric Cerbara) : Abdul

## Accroche
Il y a bien longtemps, la veille de Noël, un bébé a été abandonné dans la neige. Aujourd'hui, Ruby Sunday rencontre le Docteur, des Gobelins, des bébés volés et peut-être le secret de sa naissance.

## Résumé
Ruby Sunday, une orpheline qui vit avec sa mère adoptive gentille et attentionnée Carla, et sa grand-mère adoptive Cherry, apparaît dans Long Lost Family avec Davina McCall. Ruby a été abandonnée sur le pas d'une église sur Ruby Road, d'où son nom, et tente de retrouver ses parents biologiques. À la suite de l'interview, Ruby, ainsi que Davina, ont commencé à expérimenter des moments de malchance partout où elles vont. Le Docteur arrive et commence à enquêter sur la source de ces accidents ainsi que sur les coïncidences qui conduisent le Docteur vers Ruby Sunday.
Carla annonce l'arrivée d'un nouveau bébé adoptif nommé Lulubelle et immortalise le moment avec une pellicule de polaroid qu'elle accroche sur son réfrigérateur orné de ses 33 autres enfants adoptifs. Alors que Carla sort, pendant que Ruby reçoit un appel de Davina concernant la recherche de ses parents qui n'a abouti à rien, Lulubelle est soudainement kidnappée par des gobelins, ceux qui ont causé les accidents, et Ruby les poursuit sur le toit pour récupérer le bébé. Elle est bientôt rejointe par le Docteur qui, à l'aide de ses gants intelligents retirant tout principe de masse et de mavité, parvient à monter lui et Ruby sur le vaisseau volant des gobelins sans effort. Le Docteur révèle que les gobelins voyagent dans le temps pour trouver des bébés dont se régaler via le principe des accidents et des coïncidences. Au sein d'un show musical pour le festin des gobelins, ils parviennent à sauver Lulubelle et à retourner à l'appartement. Après la mention de plusieurs coïncidences entre le Docteur et Ruby, une tempête anormale provoque l'apparition d'une fissure géante dans le plafond de l'appartement et Ruby disparaît soudainement. Le Docteur, après un aller-retour dans la cage d'escalier de la résidence, découvre soudain que Carla est une femme indifférente qui n'a accueilli que 5 ou 6 enfants et qui ne se préoccupe que d'argent. Réalisant que les gobelins sont remontés dans le temps pour prendre Ruby, le Docteur se rend le jour de son abandon, le 24 décembre 2004.
Le Docteur arrive devant l'église sur Ruby Road et voit les gobelins emmener Ruby bébé. À l'aide de ses gants intelligents, il tire le navire sur la flèche de l'église, empalant le roi gobelin et provoquant la disparition soudaine du navire comme s'il n'avait jamais existé. Le Docteur laisse Ruby sur le pas de la porte de l'église et, en retournant au TARDIS, voit une femme marcher au loin, vraisemblablement la mère de Ruby, s'éloigner dans la nuit. Le Docteur revient dans le présent où il voit tout revenir à la normale et prend Ruby dans ses bras en bafouillant quelques infos sur ce qu'il vient de se passer avant d'aller sauver Davina McCall d'une morte imminente à cause de la chute d'un sapin causé par les gobelins. De retour devant l'appartement de Ruby, le Docteur se demande s'il ne serait pas maudit avant de retourner dans le TARDIS. Ruby réalise que le Docteur en cache plus qu'il n'en dit et se rend dehors pour le retrouver, c'est alors que Mrs. Flood lui indique le TARDIS, dont la porte de ce dernier s'ouvre, invitant Ruby à rentrer. Elle découvre l'intérieur avant de partir avec le Docteur. Après leur départ, la voisine de Ruby, Mrs Flood, semble s'adresser à la caméra, brisant le 4e mur.

## Continuité
- L'épisode commence comme si le Docteur racontait une histoire, ce qui était déjà arrivé avec le Treizième Docteur dans Praxeus et plus récemment avec le Quatorzième Docteur dans La Créature stellaire.
- Le nom de Ruby se retrouve dans le titre de l'épisode qui l'introduit dans la série, de même que pour les titres des épisodes qui introduisent les compagnons au cours de la première ère de Russell T Davies comme Rose Tyler avec l'épisode Rose. Cependant, la comparaison fonctionne uniquement avec les titres VO des épisodes Le Mariage de Noël et La Loi des Judoons où Donna Noble et Martha Jones sont référencées.
- La présentatrice télé Davina McCall avait déjà prêté sa voix pour une version droïde d'elle-même dans l'épisode Le Grand Méchant Loup en 2005.
- Quand le Docteur se présente à Ruby, au début dans la boîte de nuit, il se présente avec le papier psychique, comme ses prédécesseurs, en étant responsable « Santé et Sécurité » comme le faisait le Dixième Docteur et Donna Noble dans Le Retour de Donna Noble.
- Lorsque Ruby et le Docteur sont sur l'échelle, il présente ses gants intelligents qui retire toutes masses et évite des brûlures en référence à Rose dans l'épisode Drôle de mort où cette dernière se brûle les mains à force d'être accroche à la corde d'un zeppelin.
- Le Docteur utilise le terme « mavité » au lieu de « gravité » faisant référence à la scène dans Aux Confins de l'Univers où le Quatorzième Docteur et Donna font la rencontre de Newton qui remplace « gravité » par « mavité ».
- Le Docteur fait référence à Houdini, chose qu'il a déjà fait dans les épisodes The Highlanders, Planet of the Spiders, La Revanche des Cybernators, Le Chant des Oods et Les Chasseurs de sorcières.
- En voyant les photos des 33 enfants que la mère de Ruby a recueillis, il répond qu'elle a la plus grande famille au monde, faisant référence à la phrase de Sarah Jane Smith à la fin de l'épisode La Fin du voyage où cette dernière lui dit qu'il a la plus grande famille sur Terre bien qu’il agisse comme un solitaire.
- Quand Carla parle de son amour pour Ruby, le Docteur s'exprime en expliquant être également adopté et avoir été abandonné par ses parents comme expliqué et montré dans les épisodes Les Enfants intemporels et Survivants du Flux.
- Quand le plafond de l'appartement se fissure, Russell T Davies a révélé s'être inspiré de la fissure dans le mur d'Amy Pond dans la Saison 5 de la deuxième série et pour cause, Ruby se retrouve également effacée de la réalité après l'apparition de cette fissure.
- Sur le frigo est accroché un prospectus d'une pizzeria sur Minto Road, là où vit Ruby, cependant ce nom et cette pizzeria ont déjà été mentionnés par Mickey Smith dans l'épisode À la croisée des chemins.
- Après une discussion avec une Carla Sunday n'ayant jamais connu Ruby, cette dernière révèle être heureuse comme elle est, or le Docteur lui demande pourquoi elle pleure si elle est heureuse, faisant référence à la discussion entre Amy Pond et Vincent Van Gogh dans l'épisode Vincent et le Docteur où Amy pleure, mais sans savoir pourquoi, après que Rory fut effacé de la réalité dans l'épisode précédent.
- À la fin de l'épisode, Mrs. Flood parle à la caméra, brisant ainsi le quatrième mur comme dans l'épisode Avant l'inondation lorsque le Douzième Docteur parle du Paradoxe de l'écrivain, puis plus tard dans la même saison dans l'épisode Descente au paradis.